# 대성미생물
대성미생물연구소는 동물용 백신 제조를 주 업종으로 하는 코스닥 상장 기업이다. 항생제, 구충제, 영양제, 해열진통소염제, 면역증강제, 소독제 등 각종 동물용 의약품 150여개 품목을 생산ㆍ판매하고 있다. 가축의 설사, 폐렴 치료제, 양식어류 종합영양제, 돼지 호흡기질병 치료제 등이 주요 제품이다.